# Klampisan (Geneng)
Klampisan is een bestuurslaag in het regentschap Ngawi van de provincie Oost-Java, Indonesië. Klampisan telt 2938 inwoners (volkstelling 2010).